# 洛伦佐·曼詹特
洛伦佐·曼詹特（義大利語：Lorenzo Mangiante，1891年3月14日—1936年6月16日），生于布雷西亚，意大利前男子竞技体操运动员。他曾获得1912年和1920年夏季奥运会体操比赛男子团体全能金牌。他的弟弟乔瓦尼同样也是体操选手。